# Bernhard Metz (Fußballspieler)
Bernhard Metz (* 13. Mai 1950 in Lorsch) ist ein ehemaliger deutscher Fußballspieler. In der Saison 1978/79 hat der Offensivspieler für seinen Verein SV Darmstadt 98 in der Fußball-Bundesliga 23 Spiele absolviert und dabei zwei Tore erzielt.

## Laufbahn
Über die Stationen TV und SC Olympia Lorsch – Olympia ist der Verein des Ex-Nationalspielers Ludwig Gärtner – kam der Angreifer zur Saison 1971/72 zu den „Lilien“ von Darmstadt 98, in die damalige Zweitklassigkeit der Fußball-Regionalliga Süd. Unter Trainer Udo Klug debütierte der Neuzugang am Rundenstart, den 14. August 1971, bei dem 3:0-Heimerfolg gegen die Stuttgarter Kickers, in der Ligaelf von Darmstadt. Mit den Kollegen Joachim „Jockel“ Weber, Rudi Koch und Willi Wagner bildete er den Angriff der Elf vom Stadion am Böllenfalltor. Am 12. Dezember 1971 erzielte er beide Treffer für die „Lilien“ beim 2:2-Heimremis gegen den späteren Meister und Bundesligaaufsteiger Kickers Offenbach. Vor 16.000 Zuschauern war Darmstadt im 4:3:3-System mit den drei Angreifern Weber, Metz und Wagner aufgelaufen. Torjäger Erwin Kostedde war der zweifache Torschütze für Offenbach. Am Rundenende belegte Darmstadt den siebten Rang und Metz hatte in 34 Ligaeinsätzen acht Tore erzielt.
Im zweiten Jahr in der Regionalliga, 1972/73, gehörte Metz der Meistermannschaft von Darmstadt an, die vor dem Karlsruher SC und München 1860 den Titel erringen konnte. Am 24. März 1973 stand er auch im Angriff der 98er, die sich im Spitzenspiel im Karlsruher Wildparkstadion mit einem 1:0-Sieg durchsetzen konnten. Den Abschluss der Regionalligarunde bildete ein 7:0-Heimsieg am 13. Mai 1973 vor 21.000 Zuschauern im heimischen Böllenfalltor gegen den 1. FC Nürnberg. Dabei bildete Metz zusammen mit Herbert Dörenberg und Hans Lindemann das Mittelfeld des neuen Meisters. Der „Club“ wurde von Zlatko Čajkovski trainiert und hatte mit Manfred Drexler, Kurt Geinzer und Dieter Nüssing etablierte Spieler in den Reihen. Metz, er konnte im 4:3:3-System im Angriff wie auch im offensiven Mittelfeld eingesetzt werden, absolvierte im Meisterjahr 34 Ligaspiele und erzielte zwei Tore. In der Bundesligaaufstiegsrunde 1973 kam er in allen acht Spielen gegen Rot-Weiss Essen, VfL Osnabrück, SV Röchling Völklingen und Wacker 04 Berlin zum Einsatz und erzielte vier Tore. Den Aufstieg verhinderte aber die Elf um Willi Lippens, die Mannschaft aus Essen-Bergeborbeck, RWE. Metz war auch am letzten Spieltag der alten zweitklassigen Regionalligaära am 4. Mai 1974 aktiv. Die „Lilien“ verloren das Auswärtsspiel mit 0:1 Toren beim Karlsruher SC und belegten als Titelverteidiger den vierten Rang. Von 1971 bis 1974 hat Metz in der Regionalliga Süd für Darmstadt 101 Ligaspiele bestritten und dabei 15 Tore erzielt.
Da Darmstadt 98 zur Saison 1974/75 in die neu eingeführte 2. Bundesliga, Gruppe Süd, aufgenommen wurde, folgten für Metz und Kollegen drei Jahre Wettbewerb im unmittelbaren Unterbau der Bundesliga, welche die Plätze zehn (1975), sieben (1976) und sechs (1977) im jeweiligen Endklassement einbrachten. Mit Trainer Lothar Buchmann glückte im vierten Jahr, 1977/78, mit 58:18 Punkten der überraschende Gewinn der Meisterschaft und damit der direkte Bundesligaaufstieg. Der 1. FC Nürnberg hatte als Vizemeister fünf Punkte Rückstand. Bernhard Metz hatte an der Seite der Mitspieler Dieter Rudolf (Torhüter), Libero Walter Bechtold, Vorstopper Edwin Westenberger, Willi Wagner, Willibald Weiss, Manfred Drexler, Uwe Hahn, Jockel Weber, Peter Cestonaro, Hans Lindemann, Otto Frey und Gerhard Kleppinger in 28 Ligaeinsätzen vier Tore erzielt.
In der Bundesliga debütierte Metz am 14. Oktober 1978, beim 4:4-Remis gegen den MSV Duisburg. Am 34. Spieltag, den 9. Juni 1979, beendete der Aufsteiger das Bundesliga-Abenteuer mit einer 1:7-Heimniederlage gegen den VfB Stuttgart und stieg sofort wieder in die 2. Liga ab. Metz erzielte in der 83. Minute den Ehrentreffer der überforderten Gastgeber. Insgesamt kommt Metz bis zum Abstieg 1979 auf 273 Liga-Spiele und 46 Treffer für den SV Darmstadt 98. Das „Darmstädter Modell“, das auf Feierabendprofis setzte, war damit an den sportlichen wie finanziellen Anforderungen der Bundesliga gescheitert. Der damals 29-Jährige Bernhard Metz beendete nach den 23 Ligaspielen im deutschen Fußballoberhaus im Sommer 1979 seine höherklassige Laufbahn und hielt sich bei Olympia Lorsch fit und verstärkte für knapp zwei Jahre den badischen Oberligisten SV 08 Kuppenheim. Von 1981 bis 1984 spielte er für Olympia Lorsch in der Verbandsliga und ließ seine Karriere als Spielertrainer für vier Saisons des damaligen Bezirksligisten SV 07 Geinsheim ausklingen.
Mit seiner Ehefrau Gisela, geborene Zach, * 1955, die als aktive Sportlerin des Olympia Lorsch zwölf Hessenmeisterschaften im Hürdenlauf, Sprint und Weitsprung gewinnen konnte, lebt er in Lorsch. Aus der Ehe gingen zwei Söhne hervor. Der gelernte Bauschlosser arbeitete bis zur Rente im Jahre 2014 als Bezirksleiter im Außendienst bei der Firma Nestlé.